# Savonnières-en-Perthois
Savonnières-en-Perthois – miejscowość i gmina we Francji, w regionie Grand Est, w departamencie Moza.
Według danych na rok 1990 gminę zamieszkiwało 458 osób, a gęstość zaludnienia wynosiła 45 osób/km² (wśród 2335 gmin Lotaryngii Savonnières-en-Perthois plasuje się na 622. miejscu pod względem liczby ludności, natomiast pod względem powierzchni na miejscu 592.).